# Saulmory-et-Villefranche
Saulmory-et-Villefranche är en kommun i departementet Meuse i regionen Grand Est (tidigare regionen Lorraine) i nordöstra Frankrike. Kommunen ligger i kantonen Dun-sur-Meuse som tillhör arrondissementet Verdun. År 2022 hade Saulmory-et-Villefranche 82 invånare.

## Befolkningsutveckling
Antalet invånare i kommunen Saulmory-et-Villefranche
| Referens: INSEE |